# Bibliothèque municipale de Hyvinkää
La bibliothèque municipale de Hyvinkää (finnois : Hyvinkään kaupunginkirjasto) est une bibliothèque publique à Hyvinkää en Finlande.

## Présentation
La bibliothèque municipale de Hyvinkää est créée en 1921.
La bibliothèque emploie 30 bibliothécaires et accueille environ 40 000 visiteurs par mois.
Les collections de la bibliothèque de Hyvinkää contiennent environ 250 000 œuvres principalement en finnois et environ 500 magazines et journaux, des films, des cours de langue et de la musique.
La bibliothèque municipale à trois points de service : la bibliothèque principale, les sites de Hakala et de Paavola. La bibliothèque municipale de Hyvinkää finance aussi le passage à Kytäjä de la bibliothèque ambulante de Loppi.
La bibliothèque fait partie du réseau Ratamo, qui comprend également Riihimäki, Hausjärvi et Nurmijärvi.
La bibliothèque organise des expositions et des événements, des lectures de contes de fées, des cours d’informatique et des cours de recherche d’informations.